# Cheumatopsyche truncata
Cheumatopsyche truncata är en nattsländeart som beskrevs av Martynov 1935. Cheumatopsyche truncata ingår i släktet Cheumatopsyche och familjen ryssjenattsländor. Inga underarter finns listade i Catalogue of Life.